# Acacia pilispina
Acacia pilispina é uma espécie de leguminosa do gênero Acacia, pertencente à família Fabaceae.